# Don Budge
John Donald "Don" Budge (Oakland, Kalifornija, 13. lipnja 1915. - Scranton, Pennsylvania, 26. siječnja 2000.), američki tenisač. 
Smatran jednim od najvećih u povijesti tenisa. Imao je najbolji bekhend svoga vremena, barem dok 1950-ih i 1960-ih nije izronio Ken Rosewell. Bio je broj jedan pet godina, prvo kao amater, a onda kao profesionalac.
Rodio se kao sin škotskog useljenika i bivšeg nogometaša koji je prije emigracije u SAD odigrao nekoliko utakmica za drugu momčad Rangersa. U školi se bavio mnogim sportovima, prije nego što se odlučio za tenis. Zbog sporta je napustio i fakultet. 
Poznat po svojoj brzini dobrom servisu, prvi je tenisač koji je unutar jedne godine osvojio Grand Slam. Nakon toga postao je profesionalac, a bio je i u američkoj vojsci tijekom Drugog svjetskog rata. Ozljeda na obuci trajno je utjecala na njegove igračke sposobnosti, te je u svojstvu zabavljača vojske izbubio tri meča zaredom, a protivnik mu je bio Bobby Riggs. U 30. godini, bio je već skoro, prošli igrač. Ipak, igrao je do 1954. godine, a u posljednjem značajnom meču, porazio ga je Pancho Gonzales. 
U Wimbledonu nikad nije izgubio set, a igrao je i za rezervnu momčad američkog Davis Cup tima. Kasnije se posvetio vođenju praonice i bara u rodnom Oaklandu.
1999. godine ozlijeđen je u prometnoj nesreći, od koje se nikad nije potpuno oporavio, te je umro 2000. u gradu Scrantonu, Pennsylvania. Umro je u 84. godini u staračkom domu.